# Tu mieszkał Kozjawin
Tu mieszkał Kozjawin / Był sobie raz Koziawin (ros. Жил-был Козявин, Żył-był Koziawin) – radziecki krótkometrażowy film animowany z 1966 roku. Pierwszy film rysunkowy Andrieja Chrżanowskiego. Film jest krytycznym spojrzeniem na radziecką biurokrację. Nie został pokazany za granicą. W ZSRR wywołał dużą reakcję. Ekranizacja bajki satyrycznej Łazara Łagina „Żytije Koziawina” („Życie Koziawina”).

## Obsada (głosy)
- Aleksandr Grawe jako narrator

## Animatorzy
Anatolij Pietrow, Władimir Morozow, Stanisław Sokołow, Walerij Ugarow, Giennadij Sokolski, Dmitrij Anpiłow, Władimir Arbiekow, Jurij Kuziurin